# Військова історія Бутану

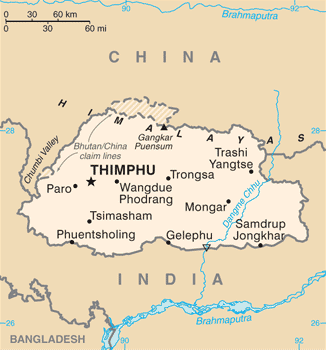
Бутан межує на півночі з Китаєм, а на заході, півдні та сході — з Індією. З 1949 р. збройні сили Бутану у вишколі та матеріальному забезпеченні покладаються на підтримку індійців.

Військова історія Бутану — історія бутанських збройних сил. Бере витоки від Битви п'яти лам 1634 р., яка ознаменувала появу Бутану як держави під світсько-релігійним керівництвом Шабдрунга Нгванга Намґ'яла. До виникнення Бутану як окремої держави він залишався на периферії тибетського військово-політичного впливу. Край, що згодом став Бутаном, був місцем кількох битв і хвиль біженців від заворушень і колотнеч у Тибеті. Після свого заснування Бутан багато разів зазнавав вторгнень зовнішніх сил, а саме тибетців, монголів і британців. Водночас, Бутан поширював свою владу на своїх традиційних данників у Сіккімі, Куч-Бехарі та Дуарах. 
Бутан фактично припинив усі військові дії міжнародного значення в 1865 р. після його поразки від Британської імперії. За умовами подальшого Пунакського договору 1910 р. країна фактично стала британським протекторатом. Із 1949 р. Бутан підтримує цей статус щодо Індії у бутансько-індійських відносинах і на сучасному етапі займається лише обмеженими внутрішніми операціями проти індійських сепаратистських груп.

## Стародавня історія
Найдавніша військова історія Бутану загалом пов'язана з історією Тибету. З ІХ ст. і до появи Бутану як держави на початку XVII ст. територія Бутану була місцем тибетських військових поселень, хвиль біженців від релігійних і політичних міжусобиць у Тибеті та певного конфлікту між тибетським та індійським народом. 
824 р. тибетський король Трицун Дестен (816–836), онук Тисрондецана, пішов війною на індійського правителя у Бутані, вигнавши його. Тибетські війська, які залишилися в Бутані, називалися «Мілог», що означає «ті, які не повернуться». Область, у якій вони оселилися, звалася «Цхочхен Г'єд». Її вісім частин або уділів мали назву Ванг, Бе, Мед, Каванг, Чанг, Тхі, Тхім і Лар. 836 р. Трицуна Дестена вбили агенти, підіслані його братом Лангдармою. Від подальших політичних і релігійних потрясінь під час правління Лангдарми (836–842) тибетці шукали прихистку в Бутані. Після вбивства Лангдарми 842 р. тибетці продовжували тікати в Західний Бутан — батьківщину Нгалоп. Наступні століття, відомі як «епоха роздрібненості», характеризувалися відсутністю політичної згуртованості. Значну частину цього періоду панівним державним утворенням на території Бутану було королівство Бумтанг.
Наприкінці IX ст. етнічні тибетські війська прогнали індійських князів із земель нинішнього Бутану. У цей час і в цьому місці пустила коріння тибетська культура Нгалоп.
До ХІ ст. тибетсько-монгольські сили захопили весь Бутан. У країну хлинули нові хвилі тибетців, які шукали в Бутані притулку від релігійних переслідувань. Харизматичні лами стали де-факто керівниками областей західного Бутану. У 1360-х чергову хвилю тибетських втікачів до Бутану склали ченці Гелугпа.

## Ранній новий період

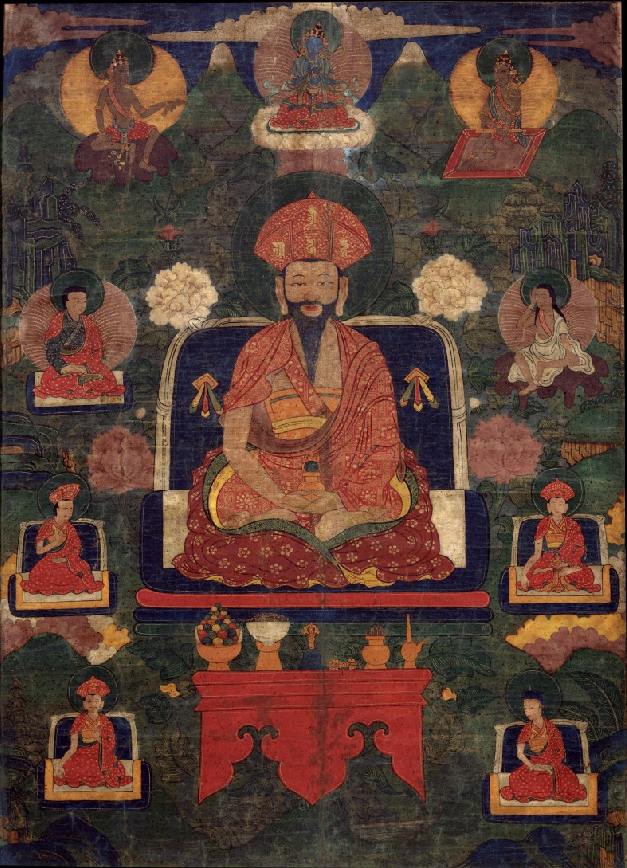
Перемога Шабдрунга Нгванга Намґ'яла у Другій битві при Сімтокха-дзонг 1634 р. проклала шлях до об'єднання Бутану під його правлінням.

У 1627-1634 рр. низка воєн завершилася Битвою п'яти лам, переможцем із якої вийшов Шабдрунг. Військові набіги з Тибету та Монгольської імперії тривали по 1714 р. включно. Коли наприкінці XVII ст. Бутан здобувся на певний ступінь державної влади в регіоні, він вдерся в сусідні королівства у Сіккімі, Куч-Бехарі та Дуарах.
1616 р. Шабдрунг Нгванг Намґ'ял перед лицем арешту, керуючись видіннями про те, що нібито головні божества-охоронці Бутану запропонували йому домівку, покинув Тибет, заснувавши в західному Бутані монастир Чагрі у верхів'ї долини Тхімпху. У Бутанський період теократичного правління (1616-1907) не було регулярної постійної армії. Лук і стріла були одними з головних засобів озброєння населення під час частих бунтів і навал. У скрутні часи влада збирала ополчення з числа дружинників місцевих володарів. Ним командував т. зв. «дапон» (цей титул використовувався упродовж усього нового часу).
Близько 1627 р. на вході в долину Тхімпху Шабдрунг побудував Сімтокха-дзонг. З цього дзонга він здійснював контроль за всіма переміщеннями між могутньою долиною Паро на заході та долиною Тронгса на сході. 1627 р. Під час першої війни проти тибетського короля Карми Тенкйонга португальський єзуїт Естеван Каселла та ще один священик стали першими писемно засвідченими європейцями, які відвідали Бутан на шляху до Тибету. Вони зустрілися з Нгвангом Намґ'ялом, подарували йому вогнепальну зброю, порох і далекогляд та запропонували йому свої послуги у війні проти Тибету, але Шабдрунг відхилив пропозицію. Пробувши майже вісім місяців, Каселла написав довгий лист із монастиря Чагрі, в якому повідомляв про подорож.
У 1629 та 1631 рр. спроби тибетських вторгнень під проводом Карми Тенкйонга спіткала невдача. 1634 р. Шабдрунг Нгванг Намґ'ял у Битві п'яти лам взяв гору над Тибетською імперією та бутанськими силами, що виступили спільно проти нього. Таким чином, Шабдрунг став першим, хто об'єднав Бутан у єдину державу. Він зробив Друкпа Каг'ю державною релігією в рамках подвійної системи правління і кодифікував систему законів на основі буддійського релігійного права (дхарма), відому як Ца Їг. 
1639 р. зазнала невдачі чергова спроба вторгнення Карми Тенкйонга, після чого 1643 р. спільне монголо-тибетське військо під орудою Гуші-хана намагалося знищити біженців Ньїнґма, які втекли в Бутан, Сіккім і Непал. У 1630-х рр. монголи здобули контроль над духовною і світською владою в Тибеті та встановили Гелугпу як державну релігію. Бутанські суперники Нгванга Намґ'яла заохочували монгольське вторгнення, але монгольське військо вдалося легко розбити у вогких низинах південного Бутану. 1647 р. провалилася ще одна спроба тибетської навали.
У 1680 і 1700 рр. Бутан вдерся в Сіккім. 1714 р. тибетські сили за підмоги монголів знову вдерлися в Бутан, але не змогли там закріпитися.
У той період багато бутанських рабів походили з Сіккіма і Ассама, що протягом століть ставали об'єктами неодноразових набігів з боку Бутану. Велику кількість цих рабів присилували до військової служби, а деякі пішли навіть далі, зайнявши високі посади у збройних силах Бутану.

## Новітня історія
До сучасних збройних сил Бутану зараховують Королівську бутанську армію (КБА), Королівських охоронців Бутану (КОБ), міліцію та Королівську бутанську поліцію. Оскільки Бутан — це країна без виходу до моря, він не має військово-морського флоту. Також у Бутану немає власних повітряних сил, хоча Королівська бутанська армія і має у своєму розпорядженні дуже нечисленне повітряне озброєння без бойових можливостей, що використовується виключно на транспорті. «Королівські охоронці» — це підрозділ КБА, відповідальний за безпеку короля Бутану, королівської родини та інших найвищих осіб.
Згідно з оборонними угодами, чинними з 1949 р., за військовий вишкіл, постачання озброєння та протиповітряну оборону Бутану несе відповідальність Індія. Цю домовленість було підтверджено та оновлено в лютому 2007 р. новим договором про дружбу.
Найбільш недавні військові дії Бутану зводилися до боротьби з індійськими сепаратистськими групами, що діяли всередині Бутану. Під час т. зв. операції «Все чисто» у грудні 2003 р. збройні сили Бутану взаємодіяли з індійськими військовиками, зачищаючи територію від індійських бойовиків.

### Королівська бутанська армія
Королівська бутанська армія сформувалася у 1950-х рр. у відповідь на зміну влади в Китаї та подальші дії Народно-визвольної армії у Тибеті, а також під сильним тиском Індії. 1958 р. королівський уряд Бутану запровадив систему призову та плани щодо постійної армії чисельністю 2500 осіб. Зі свого боку індійська влада неодноразово закликала і змушувала Бутан припинити політику нейтралітету та ізоляціонізму і прийняти індійську економічну та військову допомогу. Це було так тому, що Індія вважала Бутан найуразливішим сектором своєї стратегічної оборонної системи стосовно Китаю. Коли Бутан прийняв індійську пропозицію, Індійська армія взяла на себе відповідальність за навчання та оснащення КБА.
КБА заснувала свій перший вітчизняний навчальний центр у Бумтангу. Близько 1951 р. його було перенесено в Лінгкану і Ташичхо-дзонг. 1959 р. в Тенхолінгу було створено ще один навчальний центр, який також виконував функції генерального штабу КБА. 1963 р. Генштаб перемістився у Драдімаханг (Тхімпху). Протягом 1960-х рр. КБА заснувала чотири підрозділи (крила), пронумеровані як Крило 1 (Гуніцава), Крило 2 (Чандзю), Крило 3 (Лая і Лінжі) та Крило 4 (Трашіганг).
До 1968 р. КБА налічувала 4850 вояків із перспективою набору по 600 нових солдатів на рік. До 1990 р. КБА мала чисельність 6000 вояків. У червні 2007 р. в КБА ніс дійсну службу 9 021 військовослужбовець. До 2008 р. ця кількість скоротилася до 8 тис. в дусі ініціативи, запровадженої 2005 р. королівською владою Бутану, про зменшення чисельності КБА при одночасному збільшенні підготовки ополчення з населення Бутану.
Індійська армія тримає у Бутані своє навчально-тренувальне представництво, відоме як Індійська група з військової підготовки (англ. Indian Military Training Team, IMTRAT), відповідальну за військову підготовку особового складу КБА і КОБ. Військовослужбовці КБА і КОБ направляються на навчання в Національну академію оборони в Пуне та Індійську військову академію в Деградуні. У Бутані з травня 1961 р. працює проєкт «DANTAK» Організації прикордонних доріг — підрозділу Інженерного корпусу індійської армії, працює в Бутані з травня 1961 року. в Бутані з травня 1961 року.Проект DANTAK Організації прикордонних доріг, підрозділу Інженерного корпусу індійських сухопутних військ. Відтоді проєкт «DANTAK» несе відповідальність за будівництво та обслуговування понад 1500 км доріг і мостів, аеропорту Паро та покинутого летовища в Янгпхулі, вертолітних майданчиків та іншої інфраструктури. Хоча вони служать стратегічним оборонним потребам Індії, в цьому є також очевидна економічна вигода і для населення Бутану.

### Королівська бутанська поліція
Королівська бутанська поліція відповідає за правоохоронну діяльність та запобігання злочинам у Бутані. Утворена 1 вересня 1965 р. чисельністю у 555 осіб, виділених зі складу Королівської бутанської армії. Тоді її називали «Бутанська прикордонна охорона». Початок її самостійній нормативно-правовій базі поклав Закон про Королівську бутанську поліцію з 1980 р. Цю правову основу було скасовано і повністю замінено Законом про Королівську бутанську поліцію 2009 р. З 2009 р. повноваження королівської поліції Бутану зросли, включаючи управління тюрмами, сприяння розвитку і реабілітації молоді та відвернення аварій і ліквідацію їхніх наслідків.